# P/S omjer
P/S omjer ili Odnos cijene i zarade je pokazatelj vrednovanja dionica koji se računa dijeljenjem tržišne kapitalizacije kakve tvrtke njenim posljednjim ukupnim prihodom ili cijene pojedinačne dionice količinom prihoda po dionici. Pri vrednovanju u obzir treba uzeti da reultat ne uključuje potencijalni dug niti visinu troškova, te moguće gubitke.
P/S omjer se računa kako slijedi:
{\displaystyle {\mbox{P/S omjer}}={\frac {\mbox{tržišna kapitalizacija}}{\mbox{ukupni prihod}}}} = {\displaystyle {\frac {\mbox{cijena dionice}}{\mbox{prihod po dionici}}}}